# 아굴라스 해류

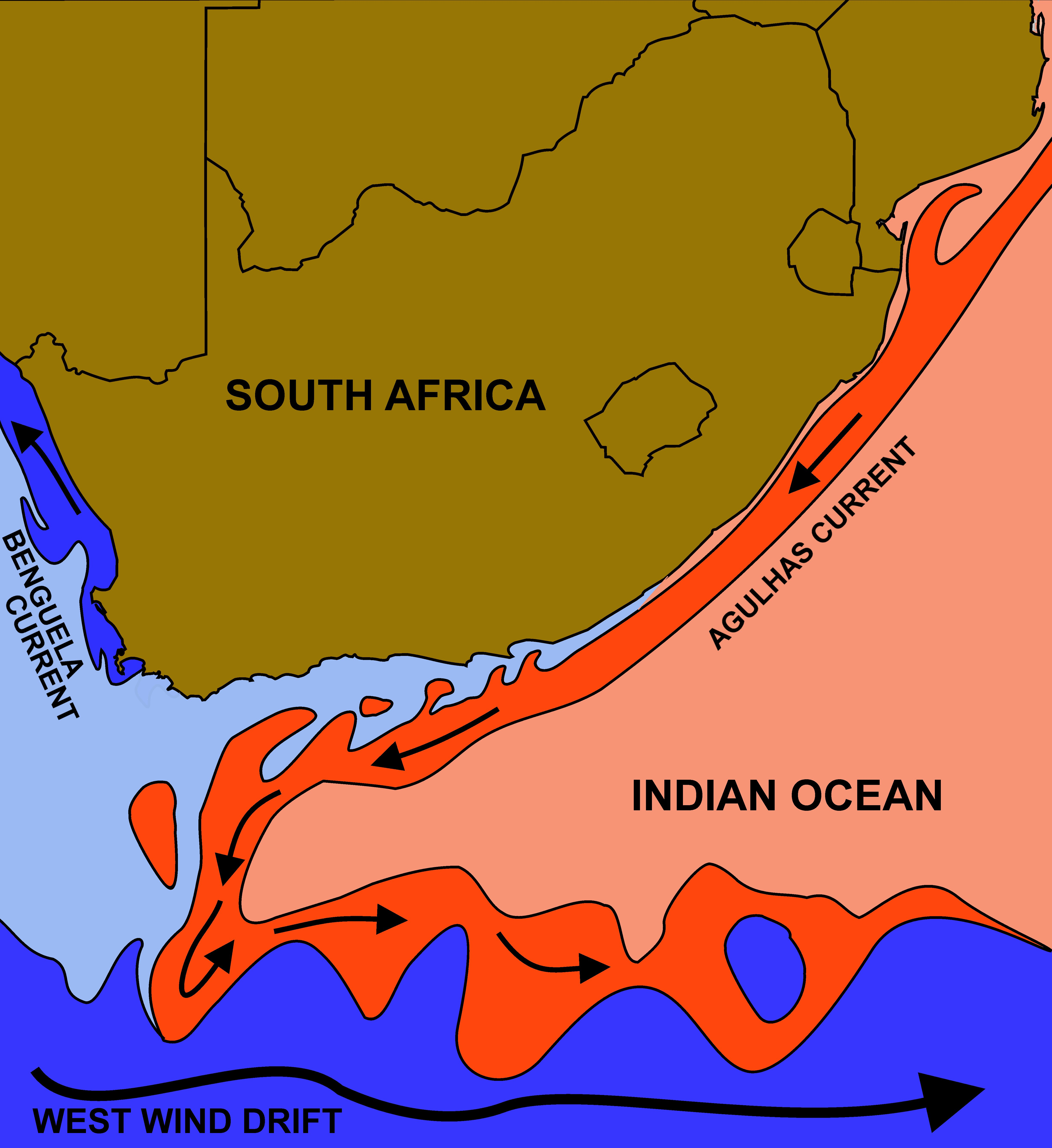

아굴라스 해류(Agulhas Current)는 인도양 남서부의 서쪽 경계 해류이다. 아프리카의 동해안을 따라 남쪽으로 27°S에서 40°S 방향으로 흐른다. 이 해류는 좁고 빠르고 세다. 대양 가운데에서도 가장 큰 서부 경계 해류이며 추산되는 순수 스베드럽은 70(초속 70,000,000제곱 미터)에 달하며 브라질 해류가 16.2 Sv, 멕시코 만류가 34 Sv, 쿠로시오 해류가 42 Sv인 것을 미루어볼 때 상당하다.

## 참고 자료
- Bryden, H. L.; Beal, L. M.; Duncan, L. M. (2003). “Structure and transport of the Agulhas Current and its temporal variability” (PDF). 《Journal of Oceanography》 61 (3): 479–492. doi:10.1007/s10872-005-0057-8. S2CID 55798640. 2021년 9월 4일에 원본 문서 (PDF)에서 보존된 문서. 2015년 5월 15일에 확인함.